# Richard Anuszkiewicz
Richard Anuszkiewicz, né le 23 mai 1930 à Érié, en Pennsylvanie, et mort le 19 mai 2020, est un peintre et sculpteur américain, un des grands du Op Art, dont il est l'un des fondateurs.

## Biographie
En 1957, il est le conservateur du Metropolitan Museum of Art et dessine pour Tiffany and Co. Au début des années 1960, il commence sa peinture géométrique qui le conduit vers les figures avec effets d'optique propres à l'Op Art. Ensuite, il ajoute la sculpture à ses travaux.

## Expositions
- 1955 : Butler Art Institute, Youngstown, Ohio, États-Unis
- 1960 : The Contemporaries, New York, New York
- 1961 : The Contemporaries, New York
- 1963 : The Contemporaries, New York
- 1965 : Sidney Janis Gallery, New York
- 1966 : The Cleveland Museum of Art, Cleveland, Ohio
- 1967 : Sidney Janis Gallery, New York
- 1967 : Galerie der Spiegel, Cologne, Allemagne
- 1967 : The Hopkins Center, Hanover, New Hampshire
- 1968 : Kent State University, Kent, Ohio
- 1969 : Sidney Janis Gallery, New York
- 1971 : Sidney Janis Gallery, New York
- 1972 : De Cordova Museum, Lincoln, Massachusetts
- 1972 : Jacksonville Art Museum, Jacksonville, Floride
- 1972 : Loch Haven Art Center, Orlando, Floride
- 1973 : Sidney Janis Gallery, New York
- 1973 : Summit Art Center, Summit, New Jersey
- 1975 : Andrew Crispo Gallery, New York
- 1976 : Andrew Crispo Gallery, New York
- 1976 : Ulrich Museum of Art, Wichita, Kansas
- 1976 : La Jolla Museum of Contemporary Art, La Jolla, Californie
- 1976 : Fairlawn Public Library, Fairlawn, New Jersey
- 1977 : University Art Gallery, Berkeley, Californie
- 1977 : Columbus Museum of Art, Columbus, Ohio
- 1978 : Ringling Museum, Sarasota, Floride
- 1978 : Allentown Art Museum, Allentown, Pennsylvanie
- 1979 : Alex Rosenberg Gallery, New York
- 1979 : Clark Art Institute, Williamstown, Massachusetts
- 1980 : The Brooklyn Museum, Brooklyn, New York
- 1980 : The Carnegie Institute, Pittsburgh, Pennsylvanie
- 1981 : University Fine Arts Galleries, Tallahassee, Floride
- 1981 : The Carnegie Institute, Pittsburgh, Pennsylvanie
- 1981 : Lowe Arts Museum, Coral Gables, Floride
- 1982 : Museum of Art, Fort Lauderdale, Floride
- 1982 : Museo Rayo, Roldanillo, Valle del Cauca, Colombie
- 1982 : Centro Colombo-Americano, Bogota, Colombie
- 1982 : Fairlawn Public Library, Fairlawn, New Jersey
- 1983 : Atlantic Center For The Arts, New Smyrna Beach, Floride
- 1984 : Pembroke Gallery, Houston, Texas
- 1984 : Butler Art Institute, Youngstown, Ohio
- 1984 : The Heckscher Museum, Huntington, New York
- 1984 : Graham Modern, New York
- 1984 : Canton Art Institute, Canton, Ohio
- 1985 : Schweyer-Galdo Galleries, Pontiac, Michigan
- 1985 : Hokin/Kaufman Gallery, Chicago, Illinois
- 1985 : Charles Foley Gallery, Columbus, Ohio
- 1986 : Brevard Art Center and Museum, Melbourne, Floride
- 1986 : Tampa Museum, Tampa, Floride
- 1986 : Pelham Art Center, Pelham, New York